# Petróleo

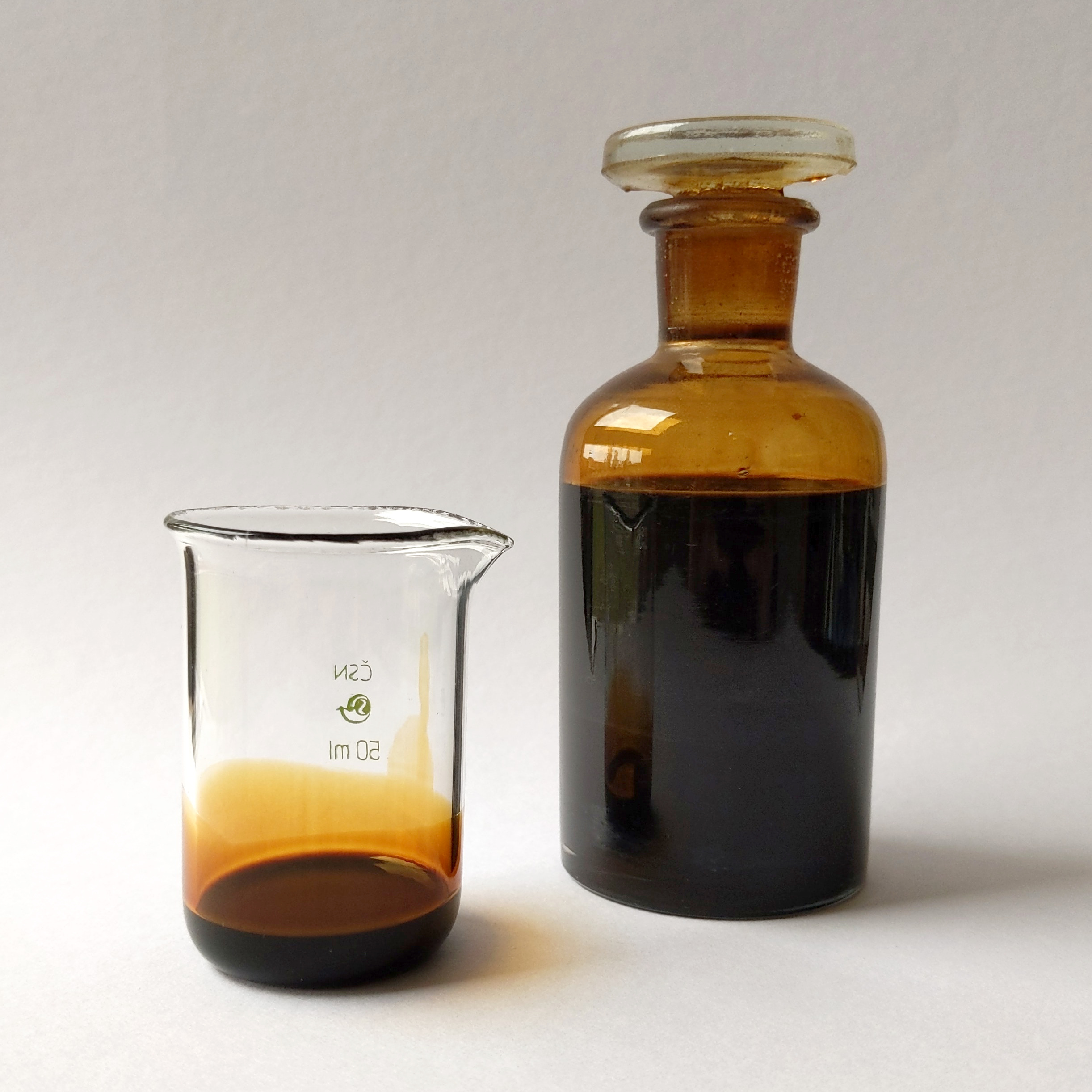
Muestra de petróleo.

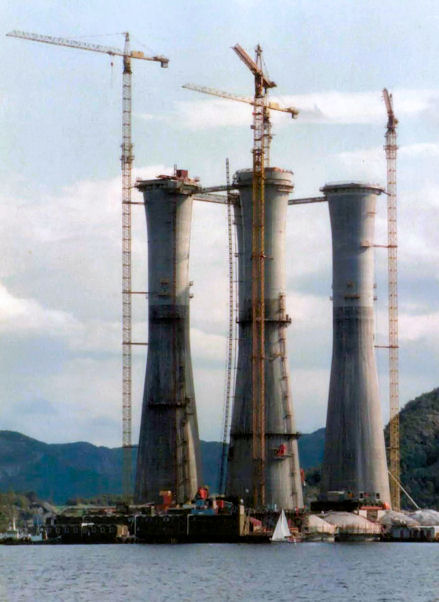
Construcción de una plataforma petrolífera en el mar del Norte.

El petróleo (del latín: petroleum, y este del griego: πετρέλαιον, lit. «aceite de roca») es una mezcla de compuestos orgánicos, principalmente hidrocarburos insolubles en agua. También es conocido como oro negro, petróleo crudo o simplemente crudo.
Se produce en el interior de la Tierra, por transformación de la materia orgánica acumulada en sedimentos del pasado geológico y puede acumularse en trampas geológicas naturales, que se localizan a nivel mundial y de donde se extrae mediante la perforación de pozos.
En condiciones normales de presión y temperatura es un líquido bituminoso que puede presentar gran variación en diversos parámetros como color y viscosidad (desde amarillentos y poco viscosos como la gasolina hasta líquidos negros tan viscosos que apenas fluyen), densidad (entre 0,66 g/ml y 0,9785 g/ml), capacidad calorífica, etc. Estas variaciones se deben a la diversidad de concentraciones de los hidrocarburos que componen la mezcla, esto hace que el petróleo de cada pozo o fuente sea distinto de otro.
Es un recurso no renovable y actualmente también es la principal fuente de energía y materia prima para la generación de una gran variedad de derivados, entre los que se incluyen la mayoría de los plásticos. El petróleo líquido puede presentarse asociado a capas de gas natural, en yacimientos que han estado enterrados durante millones de años, cubiertos por los estratos superiores de la corteza terrestre.
Debido a la importancia fundamental como materia prima, la venta del petróleo y sus derivados es un pilar fundamental del mercado mundial y la política exterior de varios países.
En los Estados Unidos, es común medir los volúmenes de petróleo líquido en barriles (de 42 galones estadounidenses, equivalente a 158,987 litros), y los volúmenes de gas en pies cúbicos (equivalente a 28,317 litros); en otras regiones ambos volúmenes se miden en metros cúbicos.

## Composición

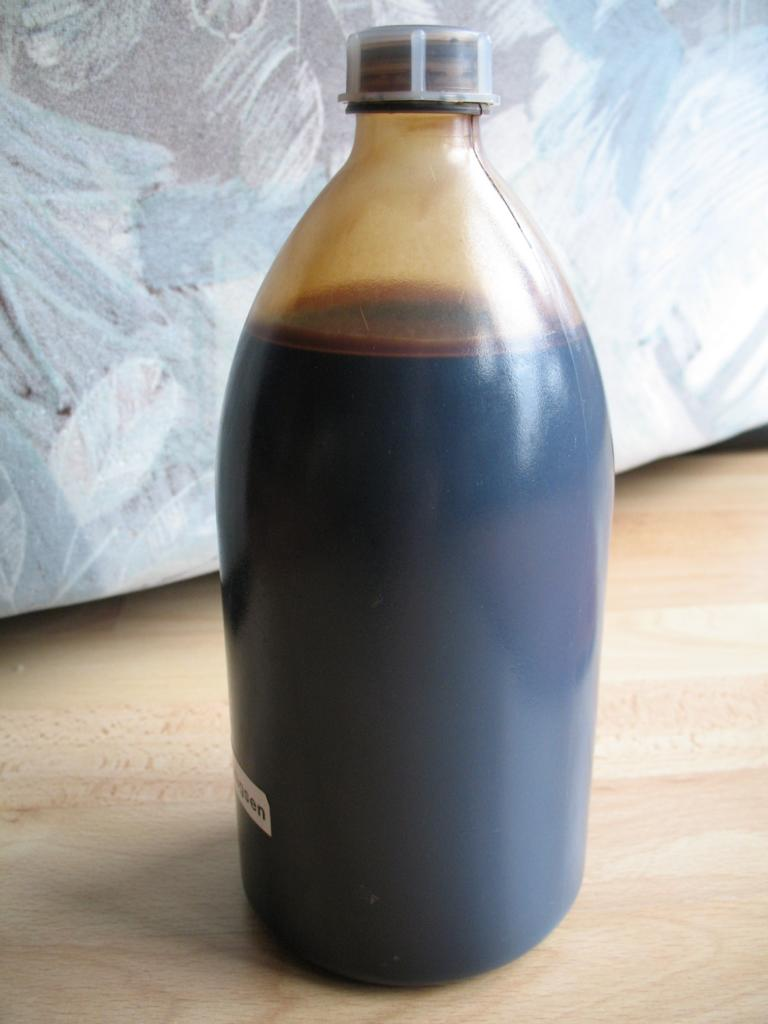
Petróleo.

El petróleo es un líquido oleoso bituminoso (de color oscuro) de origen natural compuesto por diferentes sustancias orgánicas (es una mezcla de hidrocarburos, aunque también suelen contener unos pocos compuestos de azufre y de oxígeno). También recibe los nombres de petróleo crudo, crudo petrolífero o simplemente «crudo». Aunque se trata de un líquido aceitoso de color oscuro, es considerado una roca sedimentaria. Es una mezcla muy compleja de composición variable, de hidrocarburos de muchos puntos de ebullición y de estados sólido, líquido y gaseoso, que se disuelven unos en otros para formar una solución de viscosidad variable.

Esquema de una pumpjack o bomba de varilla para extracción de petróleo.
1. Motor
2. Contrapeso
3. Brazo del pitman
4. Viga oscilante
5. Cabeza de caballo
6. Cable
7. Boca del pozo
8. Oleoducto
9. Cimientos de hormigón
10. Cubierta
11. Cable de soporte de la bomba
12. Tubería
13. Bomba
14. Válvulas
15. Tierra con petróleo

- Hidrocarburos saturados o parafinas. Se los considera derivados del metano, su fórmula general es CnH2n+2.
- Hidrocarburos etilénicos u olefinas. Moléculas lineales o ramificadas que contienen un enlace doble de carbono (-C=C-). Su fórmula general es CnH2n. Tienen terminación -"eno".
- Hidrocarburos acetilénicos. Moléculas lineales o ramificadas que contienen un enlace triple de carbono. Su fórmula general es: CnH2n-2. Tienen terminación -"ino
- Hidrocarburos cíclicos ciclánicos. Hidrocarburos cíclicos saturados, derivados del ciclopropano (C3H6) y del ciclohexano (C6H12). Muchos de estos hidrocarburos contienen grupos metilo en contacto con cadenas parafínicas ramificadas. Su fórmula general es CnH2n.
- Hidrocarburos bencénicos o aromáticos.
- Compuestos oxigenados (derivados de hidrocarburos etilénicos, por oxidación y polimerización)
- Compuestos sulfurados (tiofeno, etc.)
- Compuestos nitrogenados cíclicos (piridina, etc)

En el petróleo natural, además de hidrocarburos, existen nitrógeno, azufre, oxígeno, colesterina, productos derivados de la clorofila y de las heminas (porfirinas) y, como elementos, trazas, vanadio, níquel, cobalto y molibdeno. 
Como consecuencia de la naturaleza de los compuestos orgánicos que lo forman, el petróleo presenta polarización rotatoria, lo cual revela claramente que se trata de un compuesto de origen orgánico, formado a partir de restos animales y vegetales.
La composición química del petróleo es muy variable, hasta el punto de que los cuatro tipos fundamentales de hidrocarburos: parafinas (hidrocarburos saturados), olefinas (hidrocarburos insaturados), naftenos (hidrocarburos cíclicos saturados o cicloalcanos,), e hidrocarburos aromáticos, no solamente son diferentes de un yacimiento a otro, sino también las diversas sustancias que es preciso eliminar más o menos completamente: gas, azufre (que junto con el sulfhídrico, mercaptanos y tioalcoholes pueden alcanzar un 3 %), agua más o menos salada, compuestos oxigenados y nitrogenados, indicios o vestigios de metales, etc.

## Origen del petróleo
El petróleo es uno de los hidrocarburos de origen fósil, fruto de la transformación de materia orgánica procedente de zooplancton y algas que, depositados en grandes cantidades en fondos anóxicos de mares o zonas lacustres del pasado geológico, fueron posteriormente enterrados bajo pesadas capas de sedimentos. 
Estos hidrocarburos se pueden originar a partir de restos de plantas y microorganismos enterrados durante millones de años y sujetos a distintos procesos físicos y químicos. La transformación química (craqueo natural) debido al calor y a la presión durante la diagénesis produce, en sucesivas etapas, desde betún a hidrocarburos cada vez más ligeros (líquidos y gaseosos). 
Estos productos ascienden hacia la superficie, por su menor densidad, gracias a la porosidad de las rocas sedimentarias. Si se dieran las circunstancias geológicas que impiden dicho ascenso (trampas petrolíferas como rocas impermeables, estructuras anticlinales, márgenes de diapiros salinos, etc.) se formarían entonces los yacimientos petrolíferos.

### Hipótesis sobre el origen inorgánico
La hipótesis del origen abiogenético del petróleo sostiene que en el interior de la tierra existen hidrocarburos de origen estrictamente abiogenético. 
Los químicos Marcellin Berthelot y Dimitri Mendeleiev, así como el astrónomo Thomas Gold llevaron adelante esta hipótesis en el mundo occidental al apoyar el trabajo de Nikolai Kudryavtsev en la década de 1950.[cita requerida]
La hipótesis del origen abiogenético del petróleo es minoritaria entre los geólogos. Sus defensores consideran que se trata de "una cuestión todavía abierta". 
La extensiva investigación de la estructura química del querógeno ha identificado a las algas como la posible fuente principal del petróleo. 
La hipótesis del origen abiogenético aún no puede explicar la presencia de estos marcadores en el querógeno y el petróleo, ni puede explicar su origen inorgánico a presiones y temperaturas suficientemente altas para convertir el querógeno en grafito. La hipótesis tampoco ha tenido mucho éxito ayudando a los geólogos a descubrir depósitos de petróleo, debido a que carece de cualquier mecanismo para predecir dónde podría ocurrir el proceso. 
Recientemente, los científicos del Carnegie Institution for Science han descubierto que el etano y otros hidrocarburos más pesados pueden ser sintetizados bajo las condiciones del manto superior.

## Clasificaciones del petróleo
La industria petrolera clasifica el petróleo crudo según su lugar de origen (p. ej. "West Texas Intermediate" o "Brent") y también con base a su densidad o gravedad API (ligero, medio, pesado, extrapesado); los refinadores también lo clasifican como "crudo dulce", que significa que contiene relativamente poco azufre, o "ácido", que contiene mayores cantidades de azufre y, por lo tanto, se necesitarán más operaciones de refinamiento para cumplir las especificaciones actuales de los productos refinados.

### Principales países productores
| 1.  | Estados Unidos | 11,254 |
| 2.  | Rusia          | 10,112 |
| 3.  | Arabia Saudita | 9,313  |
| 4.  | Canadá         | 4,439  |
| 5.  | Irak           | 4,085  |
| 6.  | China          | 3,988  |
| 7.  | Irán           | 3,110  |
| 8.  | EAU            | 3,092  |
| 9.  | Brasil         | 2,905  |
| 10. | Kuwait         | 2,527  |
| 11. | Noruega        | 1,776  |
| 12. | Kazajistán     | 1,764  |
| 13. | México         | 1,735  |
| 14. | Nigeria        | 1,541  |
| 15. | Catar          | 1,304  |
| 16. | Libia          | 1,238  |
| 17. | Argelia        | 1,135  |
| 18. | Angola         | 1,127  |
| 19. | Omán           | 0,971  |
| 20. | Venezuela      | 0,871  |

Fuente: Departamento de Estadística de EE. UU..

### Los mayores exportadores de petróleo
Ordenado por millones de barriles exportados por día en 2018:
| 1.  | Arabia Saudita | 10,600 |
| 2.  | Rusia          | 5,225  |
| 3.  | Irak           | 3,800  |
| 4.  | Estados Unidos | 3,770  |
| 5.  | Canadá         | 3,596  |
| 6.  | EAU            | 2,296  |
| 7.  | Kuwait         | 2,050  |
| 8.  | Nigeria        | 1,979  |
| 9.  | Catar          | 1,477  |
| 10. | Angola         | 1,420  |
| 11. | Kazajistán     | 1,292  |
| 12. | México         | 1,285  |
| 13. | Venezuela      | 1,245  |
| 14. | Noruega        | 1,254  |
| 15. | Omán           | 1,000  |

Fuente: Departamento de Estadística de EE. UU..

### Los mayores consumidores de petróleo
Cifras de consumo en 2019, en millones de barriles por día:
| 1.  | Estados Unidos | 19,400 |
| 2.  | China          | 14,056 |
| 3.  | India          | 5,271  |
| 4.  | Japón          | 3,812  |
| 5.  | Arabia Saudita | 3,788  |
| 6.  | Rusia          | 3,317  |
| 7.  | Corea del Sur  | 2,760  |
| 8.  | Canadá         | 2,403  |
| 9.  | Brasil         | 2,398  |
| 10. | Alemania       | 2,281  |
| 11. | Irán           | 2,018  |
| 12. | México         | 1,733  |
| 13. | Indonesia      | 1,628  |
| 14. | Francia        | 1,530  |
| 15. | Tailandia      | 1,344  |

Fuente: Statistical Review of World Energy, junio de 2020 

### Los mayores importadores de petróleo
Valores de importación en 2018, en millones de barriles por día:
| 1.  | China              | 8,400 |
| 2.  | Estados Unidos     | 7,900 |
| 3.  | India              | 5,123 |
| 4.  | Japón              | 3,147 |
| 5.  | Corea del Sur      | 2,949 |
| 6.  | Alemania           | 1,830 |
| 7.  | Filipinas          | 1,503 |
| 8.  | Italia             | 1,346 |
| 9.  | España             | 1,224 |
| 10. | Reino Unido        | 1,221 |
| 11. | Países Bajos       | 1,204 |
| 12. | Francia            | 1,129 |
| 13. | Singapur           | 0,976 |
| 14. | Tailandia          | 0,898 |
| 15. | República de China | 0,841 |

Fuente: Departamento de Estadística de EE. UU..

### Crudos de referencia
- Brent Blend, compuesto de quince crudos procedentes de campos de extracción en los sistemas Brent y Ninian de los campos del mar del Norte, este crudo se almacena y carga en la terminal de las islas Shetland. La producción de crudo de Europa, África y Oriente Próximo sigue la tendencia marcada por los precios de este crudo.

- West Texas Intermediate (WTI) para el crudo estadounidense.
- Dubái se usa como referencia para la producción del crudo de la región Asia-Pacífico.
- Tapis (de Malasia), usado como referencia para el crudo ligero del Lejano Oriente.
- Minas (de Indonesia), usado como referencia para el crudo pesado del Lejano Oriente.

- Arabia Ligero de Arabia Saudita
- Bonny Ligero de Nigeria
- Fateh de Dubái
- Golfo de México (no-OPEP)
- Saharan Blend de Argelia
- Merey de Venezuela
- Tía Juana Light de Venezuela

Países productores.

La OPEP intenta mantener los precios de su Cesta entre unos límites superior e inferior, subiendo o bajando su producción. Esto crea una importante base de trabajo para los analistas de mercados. La Cesta OPEP es más pesada que los crudo Brent y WTI.

### Clasificación del petróleo según su gravedad API
Relacionándolo con su gravedad API el American Petroleum Institute clasifica el petróleo en "liviano", "mediano", "pesado" y "extrapesado":
- Crudo liviano o ligero: tiene gravedades API mayores a 31,1 °API
- Crudo medio o mediano: tiene gravedades API entre 22,3 y 31,1 °API.
- Crudo pesado: tiene gravedades API entre 10 y 22,3 °API.
- Crudo extrapesado: gravedades API menores a 10 °API.

### Clasificación según su composición

#### Petróleo de base parafínica
Predominan los hidrocarburos saturados o parafínicos. Son muy fluidos de colores claros y bajo peso específico (aproximadamente 0,85 kg/L). Por destilación producen abundante parafina y poco asfalto. Son los que proporcionan mayores porcentajes de nafta y aceite lubricante.

#### Petróleo de base asfáltica o nafténica
Predominan los hidrocarburos etilénicos y dietilínicos, cíclicos ciclánicos (llamados nafténicos), y bencénicos o aromáticos. Son muy viscosos, de coloración oscura y mayor peso específico (aproximadamente 0,950 kg/L). Por destilación producen un abundante residuo de asfalto. Las asfaltitas o rafealitas argentinos fueron originadas por yacimientos de este tipo, que al aflorar perdieron sus hidrocarburos volátiles y sufrieron la oxidación y polimerización de los etilénicos.

#### Petróleo de base mixta
De composición de bases intermedias, formados por toda clase de hidrocarburos: Saturados, no saturados (etilénicos y acetilénicos) y cíclicos (ciclánicos o nafténicos y bencénicos o aromáticos). La mayoría de los yacimientos mundiales son de este tipo.

## Exploración de yacimientos petrolíferos

Yacimiento petrolífero.

Cuando nació la industria petrolífera era muy sencillo localizar yacimientos, porque se explotaron los muy superficiales, cuya existencia era conocida, o porque fueron descubiertos por obra del azar. Pero la creciente importancia de esta industria originó una búsqueda intensiva y racional de nuevos yacimientos, que se transformó en una verdadera ciencia.
Actualmente el hallazgo de yacimientos petrolíferos no es obra librada al azar y obedece a una tarea científicamente organizada, que se planifica con mucha antelación. Instrumental de alta precisión y técnicos especializados deben ser trasladados a regiones a menudo deshabitadas, en el desierto o en la selva, obligando a construir caminos y sistemas de comunicación, disponer de helicópteros, instalar campamentos y laboratorios, etc.
Actualmente se utilizan los siguientes métodos de exploración:

### Exploración superficial
Relevamientos topográficosEn escala grande.
Relevamientos geológicos superficialesEn zonas donde afloran rocas sedimentarias.
Análisis de suelosDetermina la presencia de hidrocarburos hasta una profundidad no mayor de 15 cm.
Análisis de hidrocarburosDetermina su presencia en el suelo y en perforaciones poco profundas. Con estos datos se confeccionan planos de posibles acumulaciones explotables de la zona.
Relevamientos geofísicosbasados en:
Métodos gravimétricosEstudian las pequeñas alteraciones de la gravedad, producidas por la vecindad de grandes masas de rocas densas. Por medio de un instrumento especial llamado gravímetro se pueden registrar las variaciones de la aceleración de la gravedad en distintos puntos de la corteza terrestre. Se determina la aceleración de la gravedad (g) en puntos del terreno explorando lugares distantes 1.000 o 5000 metros entre sí. Los valores obtenidos se ubican en un mapa y se unen los puntos donde g es igual, obteniéndose líneas iso gravimétricas que revelan la posible estructura profunda. Así la existencia de curvas iso gravimétricas cerradas señala la existencia de un anticlinal de extensión semejante al área que abarca esa curva. El valor g varía de acuerdo al achatamiento terrestre, fuerza centrífuga, altitud y densidad de la corteza terrestre. Por eso el gravímetro señala la presencia de masas densas de la corteza constituidas por anticlinales que han sido levantados por plegamientos y se hallan más próximos a la superficie de la tierra.
MagnetométricosDenuncian las pequeñas alteraciones magnéticas, producidas por las distintas permeabilidades magnéticas de las rocas cristalinas próximas. Se usan magnetómetros muy sensibles, que suelen transportarse en aviones, para disminuir los efectos de masas férreas superficiales.
SismográficosEste método consiste en hacer estallar cargas de dinamita en pozos de poca profundidad, normalmente entre 10 y 30 pies, registrando las ondas reflejadas en las napas profundas por medio de sismógrafos combinados con máquinas fotográficas. En la superficie se cubre un área determinada con dichos aparatos de alta sensibilidad llamados también "geófonos", los cuales van unidos entre sí por cables y conectados a una estación receptora. Las ondas producidas por la explosión atraviesan las capas subterráneas y regresan a la superficie. Los geófonos las captan y las envían a la estación receptora, donde mediante equipos especiales de cómputo, se va dibujando el interior de la tierra. Se puede medir el tiempo transcurrido entre el momento de la explosión y la llegada de las ondas reflejadas, pudiéndose determinar así la posición de los estratos y su profundidad, describiendo la ubicación de los anticlinales favorables para la acumulación del petróleo.
Toda la información obtenida a lo largo del proceso exploratorio es objeto de interpretación en los centros geológicos y geofísicos de las empresas petroleras. Allí es donde se establece qué áreas pueden contener mantos con depósitos de hidrocarburos, cuál es su potencial contenido de hidrocarburos y dónde se deben perforar los pozos exploratorios para confirmarlo. De aquí sale lo que se llama "prospectos" petroleros.

### Exploración profunda
Se realiza en zonas que se consideran favorables determinadas en la etapa de exploración superficial, mediante la perforación de pozos profundos:
1. Perfilaje eléctrico, realizado con electrodos que se bajan a distintas profundidades de un pozo de exploración, para determinar la conductibilidad eléctrica de las distintas capas y sus probabilidades de contener petróleo.
2. Perfilaje geoquímico, que determina la presencia de vestigios de hidrocarburos en las capas profundas del subsuelo. Sus datos no siempre pueden ser adecuadamente interpretados.
3. Perfilaje térmico, efectuado con termómetros de máxima y mínima, a distintas profundidades, que diferencia las capas por sus conductibilidades térmicas. También se usa para el control de operaciones de perforación de pozos (cementados, etc.)
4. Cronometraje de perforación, que por las distintas velocidades con que se atraviesan las capas, las individualiza.
5. Fotografía de las paredes de los pozos, que también se utilizan para la individualización de las capas atravesadas.

Se han ideado métodos muy modernos y rápidos, basados en:
- La radioactividad de las capas, que es mucho mayor en las capas de areniscas que pueden contener petróleo
- El uso de la televisión para control de las perforaciones
- La absorción de neutrones o modificación de su velocidad, producida por los yacimientos, que se practica para determinar su extensión.
- Todos los datos reunidos solamente proporcionan una posibilidad de existencia del yacimiento, que autoriza a realizar la gran inversión de capital requerida por la perforación de un pozo. Estos datos se concretan en la ejecución de planos estructurales, que determinan la ubicación más favorable para la perforación, y permiten el cálculo de las posibles reservas petrolíferas.

El proceso de perforación de pozos petroleros y de gas natural se realiza en las etapas de exploración y desarrollo, de lo que en la industria petrolera se conoce como upstream. La extracción es una actividad de la última etapa del upstream, denominada producción.
Si la presión de los fluidos es suficiente, forzará la salida natural del petróleo a través del pozo que se conecta mediante una red de oleoductos hacia su tratamiento primario, donde se deshidrata y estabiliza eliminando los compuestos más volátiles. Posteriormente se transporta a refinerías o plantas de mejoramiento. Durante la vida del yacimiento, la presión descenderá y será necesario usar otras técnicas para la extracción del petróleo. Esas técnicas incluyen la extracción mediante bombas, la inyección de agua o la inyección de gas, entre otras.

## El refinado de petróleo
El petróleo es una mezcla de productos que para poder ser utilizada en las diferentes industrias y en los motores de combustión debe sufrir una serie de tratamientos diversos. Muy a menudo la calidad de un petróleo crudo depende en gran medida de su origen. En función de dicho origen sus características varían: color, viscosidad, contenido. Por ello, el crudo a pie de pozo no puede ser utilizado tal cual. Se hace, por lo tanto, indispensable la utilización de diferentes procesos de tratamiento y transformación para la obtención del mayor número de productos de alto valor comercial. El conjunto de estos tratamientos constituye el proceso de refino o refinación del petróleo.

### Destilación fraccionada del petróleo

Diagrama de una torre de destilación.

El petróleo natural no se usa como se extrae de la naturaleza, sino que se separa en mezclas más simples de hidrocarburos que tienen usos específicos. A ese proceso se le conoce como destilación fraccionada. El petróleo natural hirviente (a unos 400 grados Celsius) se introduce a la parte baja de la torre de destilación o fraccionamiento; las sustancias más volátiles que se evaporan a esa temperatura pasan como vapores a la cámara superior, donde se enfrían y se condensan, mientras que las fracciones más pesadas quedan en las zonas inferiores. De este proceso se obtienen las siguientes fracciones:
- Gases: metano, etano y los gases licuados del petróleo, (propano y butano)
- Nafta, ligroína o éter de petróleo
- Gasolina
- Queroseno
- Gasóleo (ligero y pesado)
- Fuelóleo
- Aceites y lubricantes
- Asfalto
- Alquitrán

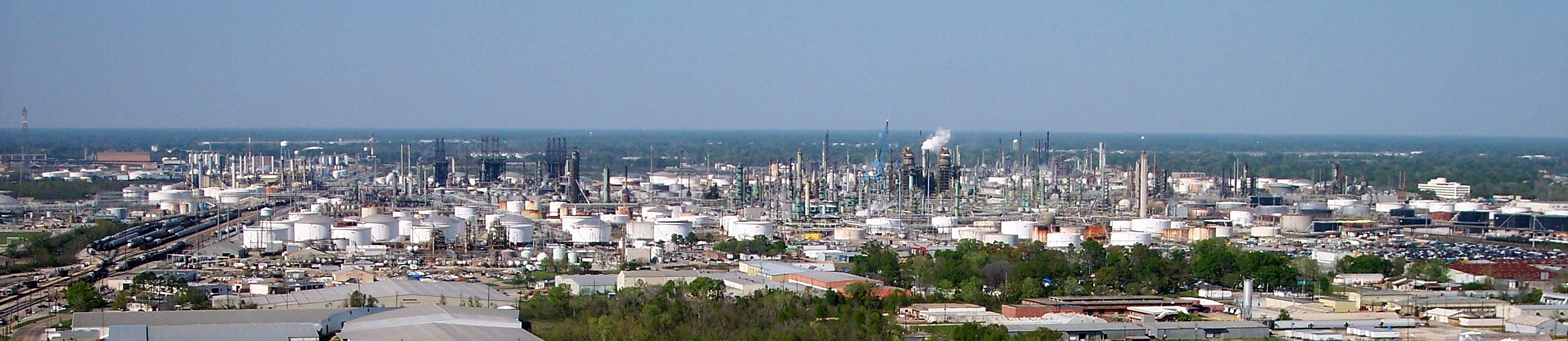
Refinería en Baton Rouge, Estados Unidos

La industria petroquímica elabora a partir del petróleo varios productos derivados, además de combustibles, como metanol, etileno, propileno  y derivados (epoxido de etileno, ácido ácrilico, acrilonitrilo), plásticos (polietileno, polipropileno, poliacrilatos, poliacrilonotrilo), pesticidas, herbicidas, fertilizantes o fibras sintéticas.

### Métodos de mejoramiento de octanaje
Para incrementar el octanaje de naftas y gasolinas se utilizan los siguientes métodos:

#### Reformación
Es la reformación de la estructura molecular de las naftas. Las naftas extraídas directamente de la destilación primaria suelen tener moléculas lineales por lo que tienden a detonar por presión. Por eso la reformación se encarga de "reformar" dichas moléculas lineales en ramificadas y cíclicas. Al ser más compactas no detonan por efecto de la presión. La reformación puede realizarse de dos maneras distintas, mediante calor (lo cual es muy poco usual y se realiza en menor medida; se denomina reformación térmica) o mediante calor y la asistencia de un catalizador (reformación catalítica).

#### Reformado catalítico (sin aditivos antidetonantes)
En el reformado catalítico se deshidrogenan alcanos tanto de cadena abierta como cíclicos para obtener aromáticos, principalmente benceno, tolueno y xilenos, empleando catalizadores de platino, renio o alúmina.

#### Alquilación
Proceso para la producción de un componente de gasolinas de alto octanaje por síntesis de butilenos con isobutano. El proceso de alquilación es una síntesis química por medio de la cual se une un alcano ramificado al doble enlace de un alqueno, extraído del craking o segunda destilación. Al resultado de la síntesis se le denomina alquilado o gasolina alquilada, producto constituido por componentes isoparafínicos. Su objetivo es producir una fracción cuyas características tanto técnicas (alto octano) como ambientales (bajas presión de vapor y reactividad fotoquímica) la hacen hoy en día, uno de los componentes más importantes de la gasolina reformulada. La alquilación es un proceso catalítico que requiere de un catalizador de naturaleza ácida fuerte, y se utilizan para este propósito ya sea ácido fluorhídrico o ácido sulfúrico.

#### Isomerización
La isomerización convierte la cadena recta de los hidrocarburos parafínicos en una cadena ramificada. Se hace sin aumentar o disminuir ninguno de sus componentes. Las parafinas, son hidrocarburos constituidos por cadenas de átomos de carbono asociados a hidrógeno, que poseen una gran variedad de estructuras; cuando la cadena de átomos de carbono es lineal, el compuesto se denomina parafina normal, y si la cadena es ramificada, el compuesto es una isoparafina. Las isoparafinas tienen número de octano superior a las parafinas normales, de tal manera que para mejorar la calidad del producto se utiliza un proceso en el que las parafinas normales se convierten en isoparafinas a través de reacciones de isomerización. La práctica es separar por destilación la corriente de nafta en dos cortes, ligero y pesado; el ligero que corresponde a moléculas de cinco y seis átomos de carbono se alimenta al proceso de isomerización, mientras que el pesado, con moléculas de siete a once átomos de carbono, es la carga al proceso de reformación antes descrito. Las reacciones de isomerización son promovidas por catalizador de platino.

## El petróleo y el ser humano

### Historia
Desde la antigüedad el petróleo aparecía de forma natural en ciertas regiones terrestres como son los países de Oriente Próximo. Hace 6000 años en Asiria y en Babilonia se usaba para pegar ladrillos y piedras, en medicina y en el calafateo de embarcaciones; en Egipto, para engrasar pieles; las culturas precolombinas de México exactamente en Talpa de Allende pintaron esculturas con él; y los chinos ya lo utilizaban como combustible.
La primera destilación de petróleo se atribuye al sabio árabe de origen persa Al-Razi en el siglo IX, inventor del alambique, con el cual obtenía queroseno y otros destilados, para usos médicos y militares.
Los árabes a través del Califato de Córdoba, actual España, difundieron estas técnicas por toda Europa.
Durante la Edad Media continuó usándose únicamente con fines curativos.
En el siglo XVIII y gracias a los trabajos de G. A. Hirn, empiezan a perfeccionarse los métodos de refinado, obteniéndose productos derivados que se utilizarán principalmente para el engrasado de máquinas.
En el siglo XIX se logran obtener aceites fluidos que empezaran pronto a usarse para el alumbrado. En 1846 el canadiense A. Gesnerse obtuvo queroseno, lo que incrementó la importancia del petróleo aplicado al alumbrado. En 1859 Edwin Drake perforó el primer pozo de petróleo en Pensilvania.
La aparición de los motores de combustión interna abrió nuevas e importantes perspectivas en la utilización del petróleo, sobre todo en uno de los productos derivados, la gasolina, que hasta entonces había sido desechada por completo al no encontrarle ninguna aplicación práctica.
El 14 de septiembre de 1960 en Bagdad, (Irak) se constituye la Organización de Países Exportadores de Petróleo (OPEP), fundada por el ministro de Energías venezolano Juan Pablo Pérez Alfonso, junto con un grupo de ministros árabes.
Es importante señalar, que derivado de la crisis del petróleo de 1973 y como respuesta a la OPEP, en 1974 la Organización para la Cooperación y el Desarrollo Económico (OCDE), crea la Agencia Internacional de Energía o AIE, con el objetivo de que los países consumidores de crudo coordinasen las medidas necesarias para asegurar el abastecimiento del petróleo.
Las principales empresas estatales son Aramco (Arabia Saudita), National Iranian Oil Company (Irán), Petróleos de Venezuela, China National Petroleum Corporation, Kuwait Petroleum Corporation, Sonatrach (Argelia), Nigerian National Petroleum Corporation (Nigeria), National Oil Corporation (Libia), Petróleos Mexicanos y Abu Dhabi National Oil Co. En el caso de la mayor empresa rusa, Lukoil, la propiedad gubernamental es parcial.

### Reservas
Según la Organización de Países Exportadores de Petróleo (OPEP) en el mundo hay 1,65 billones de barriles (2014), eso quiere decir 262 billones de litros (262 tera-litros), si la producción de 83 millones de barriles al día se mantuviera constante, significa que habría petróleo para 54 años. Venezuela, el país con más reservas probadas, al ritmo actual de producción tendría petróleo para más de 300 años y Arabia Saudita para 70 años.
Hay entre 6,8 y 7,2 barriles de petróleo por tonelada, en dependencia de la densidad del petróleo. Por tanto, las reservas de crudo se calculan entre 0,97 y 1,003 billones de barriles de petróleo.
Otras fuentes indican que si la producción de petróleo siguiera en el futuro al mismo ritmo que en 2013, las reservas mundiales –salvo que se encontrasen nuevos yacimientos– durarían 53,3 años, ascendiendo las reservas mundiales probadas de petróleo a 1,69 billones de barriles a finales del año 2013.
Sin embargo el límite de las reservas podría estar más cercano aun si se tienen en cuenta modelos de previsión con un consumo creciente como ha venido siendo normal a lo largo de todo el siglo pasado. Los nuevos descubrimientos de yacimientos se han reducido drásticamente en las últimas décadas haciendo insostenible por mucho tiempo los elevados niveles de extracción actuales, sin incluir la futura demanda de los consumidores asiáticos. Por otra parte, la mayoría de las principales reservas mundiales han entrado en declive y solo las de Oriente Próximo mantienen un crecimiento sostenido. 
Según la Teoría del pico de Hubbert, actualizada con datos recientes por la Asociación para el Estudio del Pico del Petróleo, el inicio de dicho declive se habría producido en torno a 2007. La Agencia Internacional de la Energía reconoció en 2010 que el cénit de la extracción mundial de petróleo convencional se había producido en 2006.
Existen otros tipos de reservas de hidrocarburos, conocidos como bitúmenes, que es petróleo extrapesado, cuyas reservas más conocidas son las de bitumen de las arenas de alquitrán de Athabasca en Canadá, y la faja petrolífera del Orinoco en Venezuela. Según cálculos de la estatal venezolana PDVSA, la unión de estas reservas no convencionales con reservas convencionales le da a Venezuela el primer puesto como el país con mayores reservas de hidrocarburos en el planeta.
|            |
| en Europa. |

|                                |
| en la República Popular China. |

|                  |
| en Norteamérica. |

|                |
| en Sudamérica. |

|              |
| en la India. |

|               |
| en Australia. |

|                   |
| en Oriente Medio. |

|                       |
| en África occidental. |

|                          |
| en África septentrional. |

|                         |
| en el Sudeste asiático. |

|                          |
| en Asia central y Norte. |

### Consumo
Durante el año 2004, el consumo mundial de petróleo se elevó un 3,4 % y alcanzó los 82,4 millones de barriles al día. Los responsables de casi la mitad del aumento son Estados Unidos y China, que en la actualidad utilizan 20,5 y 6,6 millones de barriles diarios, respectivamente. De acuerdo con el Comité Ministerial de Seguimiento de la alianza petrolera, consideró que la demanda mundial de petróleo para finales de 2021 podría crecer en 6 millones de barriles diarios para alcanzar los 96.5 millones barriles diario en promedio anual. Mientras se promedie un consumo de 96,6 mbd durante 2021 la OPEP seguirá controlando su producción de manera moderada y gradual entre 27,8 y 28,8 mbd para mantener los precios hasta diciembre, tal como pactó con Rusia y otros aliados.

### Perjuicios en el medio ambiente y la sociedad

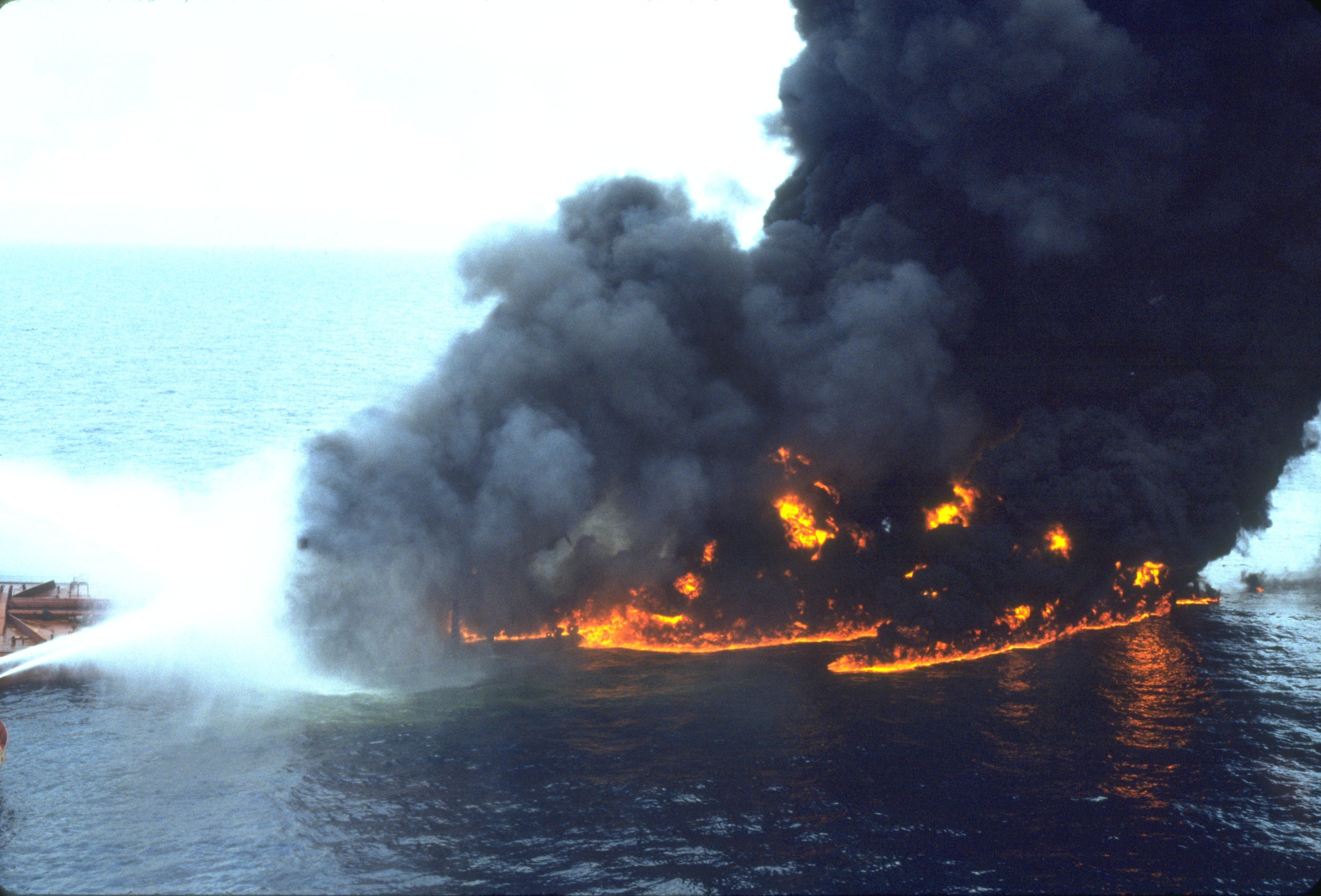
El desastre de Mega Borg en el golfo de México.

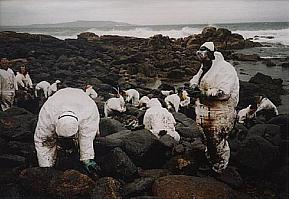
Voluntarios limpiando las costas de Galicia después de la catástrofe del Prestige, marzo de 2003.

#### Contaminación
El petróleo tiene el problema de ser insoluble en agua y, por lo tanto, difícil de limpiar. Además, la combustión de sus derivados produce productos residuales: partículas, CO2, SOx (óxidos de azufre), NOx (óxidos nitrosos), etc.
En general, los derrames de hidrocarburos dañan gravemente al ecosistema del lugar, razón por la cual la industria petrolera mundial debe cumplir normas y procedimientos estrictos en materia de protección ambiental.
Casi la mitad del petróleo y derivados industriales que se vierten en el mar son residuos que vuelcan las ciudades costeras. El mar es empleado como un accesible y barato depósito de sustancias contaminantes.
Otros derrames se deben a accidentes que sufren los grandes barcos contenedores de petróleo, que por negligencia transportan el combustible en condiciones inadecuadas.
De cualquier manera, los derrames de petróleo representan una de las mayores causas de la contaminación oceánica. Ocasionan gran mortandad de aves acuáticas, peces y otros seres vivos de los océanos, alterando el equilibrio del ecosistema. En las zonas afectadas, se vuelven imposibles la pesca, la navegación y el aprovechamiento de las playas con fines recreativos.

#### Mareas negras
Entre 1969 y 2016 se derramaron 5.73 millones de toneladas de petróleo en todo el mundo. Cada año se producen una media de 1'7 mareas negras. Cuando sucede un derrame de petróleo se tiene que actuar rápidamente, ya que aunque el daño ya es irreversible se puede contrarrestar su propagación; en alta mar, cuando el mar está calmado y hay poco viento, se puede quemar el aceite. Usualmente en las playas se usa un método de absorción que atrapa la sustancia, como una esponja, aunque no es muy eficaz. 
He aquí algunos de los derrames más graves:
| Derrame Barco - plataforma Banderas Propiedad - Astilleros | Área / Lugar del derrame                        | País del derrame           | Fecha de inicio del derrame            | Derrame (en toneladas) | Notas                                                   |
| ---------------------------------------------------------- | ----------------------------------------------- | -------------------------- | -------------------------------------- | ---------------------- | ------------------------------------------------------- |
| Guerra del Golfo                                           | Golfo Pérsico                                   | Kuwait Arabia Saudita Irak | 23 de enero de 1991                    | 150 000-1 770 000      | [ 25 ] [ 26 ] [ 27 ]                                    |
| Deepwater Horizon                                          | Golfo de México                                 | Estados Unidos             | 20 de abril de 2010                    | 298.000 594.000 +      | [ 28 ] [ 29 ] [ 30 ] [ 31 ] [ 32 ] [ 33 ] [ 34 ] [ 35 ] |
| Ixtoc I                                                    | Golfo de México                                 | México                     | 3 de junio de 1979 23 de marzo de 1980 | 530 300                | [ 36 ] [ 37 ] [ 38 ]                                    |
| Atlantic Empress - Aegean Captain                          | Colisión en el mar Caribe                       | Trinidad y Tobago          | 19 de julio de 1979                    | 287 000                | [ 39 ] [ 40 ] [ 41 ]                                    |
| Fergana Valley                                             | Uzbekistán                                      | Uzbekistán                 | 2 de marzo de 1992                     | 285 000                | [ 27 ]                                                  |
| Nowruz (plataforma)                                        | Nowruz (campo petrolífero) Golfo Pérsico        | Irán                       | 4 de febrero de 1983                   | 260 000                | [ 42 ]                                                  |
| ABT Summer                                                 | Océano Atlántico a 1300 km de la costa          | Angola                     | 28 de mayo de 1991                     | 260 000                | [ 39 ]                                                  |
| Castillo de Bellver                                        | Bahía de Saldanha                               | Sudáfrica                  | 6 de agosto de 1983                    | 252 000                | [ 43 ] [ 39 ]                                           |
| Amoco Cadiz                                                | Bretaña, Francia                                | Francia                    | 16 de marzo de 1978                    | 223 000                | [ 27 ] [ 39 ] [ 44 ] [ 45 ]                             |
| Amoco/MT Haven                                             | Mar Mediterráneo cerca de Génova                | Italia                     | 11 de abril de 1991                    | 144 000                | [ 39 ]                                                  |
| Odyssey                                                    | A 1300 km de Nueva Escocia                      | Canadá                     | 10 de noviembre de 1988                | 132 000                | [ 39 ]                                                  |
| Torrey Canyon                                              | Islas Sorlingas-Cornualles                      | Reino Unido                | 18 de marzo de 1967                    | 121 000                | [ 27 ] [ 39 ]                                           |
| Sea Star                                                   | Golfo de Omán                                   | Omán                       | 19 de diciembre de 1972                | 115 000                | [ 27 ] [ 39 ]                                           |
| Morris J. Berman                                           | Puerto Rico                                     | Puerto Rico Estados Unidos | 7 de enero de 1994                     | 109 000                | [ 46 ]                                                  |
| Hawaiian Patriot                                           | 300 millas náuticas (600 km) de Honolulú, Hawái | Estados Unidos             | 26 de febrero de 1977                  | 101 000                | [ 27 ] [ 39 ]                                           |
| Irenes Serenade                                            | Mar Mediterráneo - Pilos                        | Grecia                     | 1980                                   | 100 000                | [ 39 ]                                                  |
| Urquiola                                                   | La Coruña                                       | España                     | 12 de mayo de 1976                     | 100 000                | [ 39 ]                                                  |
| MT Independenta                                            | Bósforo                                         | Turquía                    | 15 de noviembre de 1979                | 95 000                 | [ 39 ]                                                  |
| Jakob Maersk                                               | Oporto                                          | Portugal                   | 29 de enero de 1975                    | 88 000                 | [ 39 ]                                                  |
| Braer                                                      | Shetland                                        | Reino Unido                | 5 de enero de 1993                     | 85 000                 | [ 39 ]                                                  |
| Ekodisk Bravo                                              | Ekofisk (campo petrolífero) Mar del Norte       | Noruega                    | 22 de abril de 1977                    | 81 000                 | [ 47 ]                                                  |
| Greenpoint                                                 | Newtown Creek, Greenpoint, Brooklyn, Nueva York | Estados Unidos             | Décadas de 1940 y 1950                 | 76 300                 | [ 48 ]                                                  |
| Khark 5                                                    | A 193.12 km de las costas de Marruecos          | Marruecos                  | 1989                                   | 75 000                 | [ 27 ] [ 39 ]                                           |
| Mar Egeo                                                   | La Coruña                                       | España                     | 3 de diciembre de 1992                 | 74 000                 | [ 39 ]                                                  |
| Katina P                                                   | Maputo                                          | Mozambique                 | 1992                                   | 72 000                 | [ 39 ]                                                  |
| Nova                                                       | Charag, Golfo de Irán                           | Irán                       | 1985                                   | 70 000                 | [ 39 ]                                                  |
| Betelgeuse                                                 | Bantry Bay                                      | Irlanda                    | 8 de enero de 1979                     | 64 000                 | [ 49 ]                                                  |
| Prestige                                                   | Costa de la Muerte, Galicia                     | España                     | 13 de noviembre de 2002                | 63 000                 | [ 50 ] [ 39 ] [ 51 ]                                    |
| Exxon Valdez                                               | Prince William Sound, Alaska                    | Estados Unidos             | 24 de marzo de 1989                    | 37 000                 | [ 39 ] [ 52 ]                                           |
| Erika                                                      | Golfo de Vizcaya                                | Francia                    | 12 de diciembre de 1999                | 20 000                 | [ 26 ] [ 27 ]                                           |
| Bandera de Nigeria                                         | Delta Niger                                     | Nigeria                    | 2010                                   | 14 000                 | [ 53 ]                                                  |

#### Cambio climático
La combustión de los derivados del petróleo es una de las principales causas de emisión de CO2, cuya acumulación en la atmósfera favorece el cambio climático.

#### Conflictos geopolíticos
El control del petróleo se ha vinculado a diversos conflictos bélicos, desde la Segunda Guerra Mundial hasta los más recientes en Irak (guerra del Golfo de 1991 y guerra de Irak de 2003). Es considerado un mineral de conflicto (ISIS utilizó las ventas del petróleo para financiar actividades militares y terroristas).
El petróleo es tal vez uno de los recursos naturales más conocidos por todos nosotros y teniendo en cuenta que la población mundial sigue creciendo, y siendo este un recurso limitado, con proyecciones a una futura escasez, puede ser motivo de conflictos internacionales o globales

## Alternativas al petróleo
Como sustancias alternativas a los combustibles derivados del petróleo se encuentran el biodiésel, aceite combustible con características comparables al diésel que se extrae principalmente de las semillas oleaginosas de diferentes plantas y el bioetanol, alcohol procedente de restos vegetales, que se puede utilizar mezclándolo con otros combustibles o para la fabricación de éteres, que son bases para fabricar combustibles más ecológicos.

## Principales petroleras estatales de América

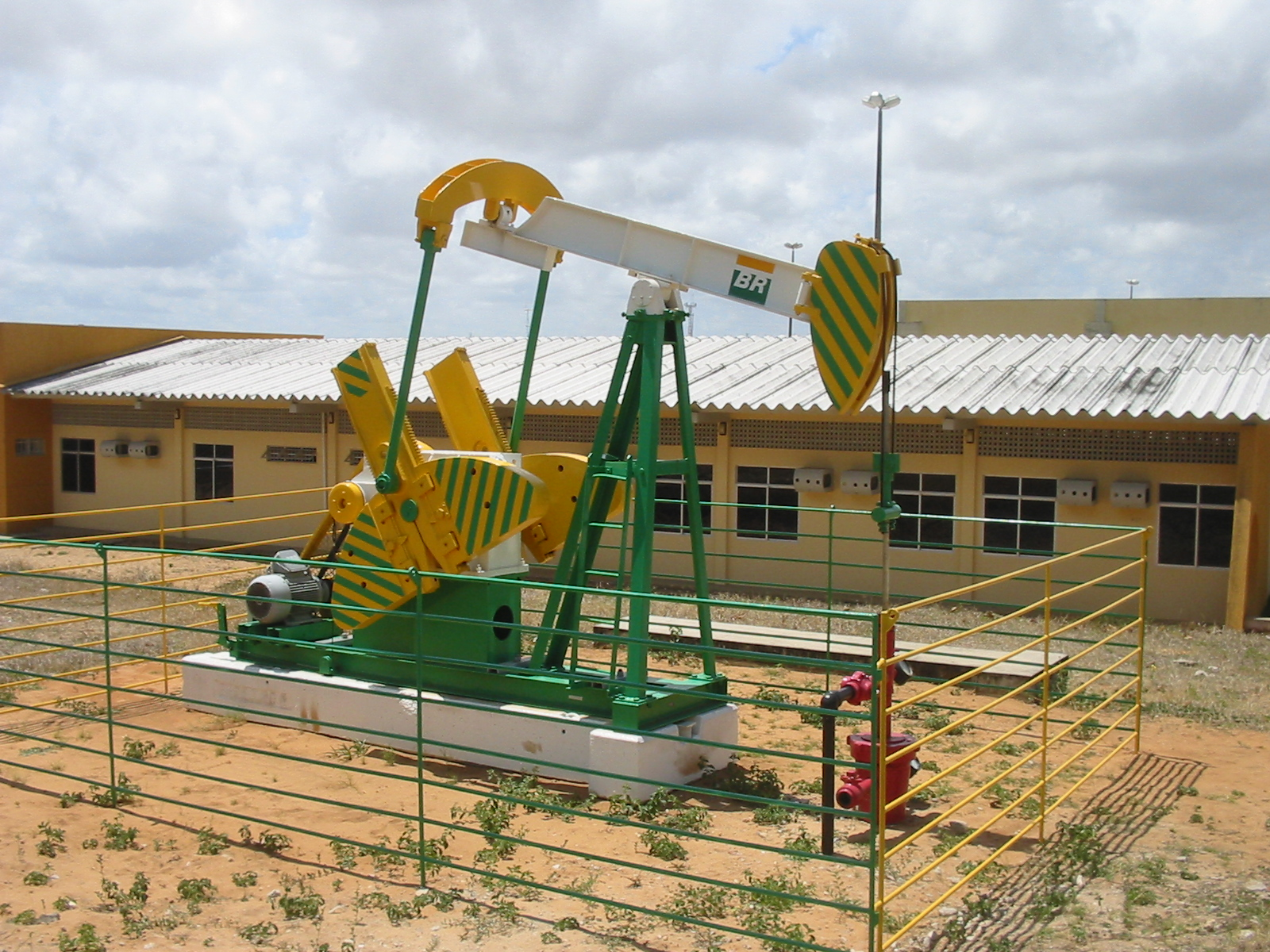
Caballo mecánico de Petrobras.

### Argentina
ENARSA (acrónimo de Energía Argentina S.A.) es una empresa pública argentina dedicada al estudio, exploración y explotación de yacimientos de hidrocarburos, el transporte, almacenaje, distribución, comercialización e industrialización de estos productos y sus derivados, el transporte y distribución de gas natural, y la generación, transporte, distribución y comercialización de energía eléctrica. La titularidad de la empresa está repartida en un 53 % perteneciente al Estado nacional, un 12 % en manos de las provincias y el resto a comerciarse en la bolsa de comercio. ENARSA cuenta entre sus activos el monopolio legal sobre de la exploración y explotación de la plataforma submarina del mar Argentino.
Yacimientos Petrolíferos Fiscales (YPF) Sociedad del Estado, fundada en 1922, fue la primera petrolera estatal de América Latina y modelo sobre el que se constituyeron entre otras, Petrobras, perteneciente a Brasil. En su momento la mayor empresa del país que perteneció al Estado argentino hasta su privatización durante la presidencia de Carlos Saúl Menem. El 3 de mayo de 2012, durante la presidencia de Cristina E. Fernández de Kirchner, el Congreso de la Nación Argentina aprobó el proyecto de ley para expropiar YPF, regresándola a manos del Estado Argentino en un 51 % de su paquete accionario. Más tarde dicha expropiación se juzgó por haber sido, presuntamente, mal ejecutada, llevando al Estado Argentino a un juicio que, años más tarde, perdió; Aun así, el Estado Argentino apeló dicho fallo.

### Bolivia
YPFB (Yacimientos petrolíferos fiscales bolivianos) es la empresa estatal boliviana creada el 21 de diciembre de 1936 y la cual esta encargada de la exploración y procesos de destilación y venta en Bolivia.
La empresa fue nacionalizada tres veces: la primera fue en 1936, la segunda en 1969 y la tercera el 1 de mayo de 2006 en donde hasta esos momento estaba en manos de transnacionales como "Petrobras" pertenecientes de países de origen como Estados Unidos, Brasil, España, etc., de donde se recuperó el 100 % de las regalías para el estado y repartiendo a sus nueve gobernaciones con un impuesto directo a las producciones de hidrocarburos.

### Brasil
Petrobras es una empresa mixta integrada de energía de origen brasileño. El 51 % de sus acciones en manos del Estado brasileño, el mayor accionista por ser las fuentes de energía uno de los mayores intereses públicos del estado brasileño; y el 49 % en manos privadas. La empresa está en cuarto lugar en el ranking de las mayores empresas petrolíferas internacionales de capital abierto en el mundo, además de ser la mayor compañía de América Latina. Petrobras opera en forma activa en el mercado internacional de petróleo como así también a través del intercambio de una importante diversidad de productos relacionados con la industria hidrocarburífera. Entre otras cosas, Petrobrás se destaca por utilizar alta tecnología en operaciones de exploración y producción de petróleo en aguas abiertas (off shore) contando con el récord de la planta de producción de crudo más profunda del mundo. En noviembre de 2007 fue descubierto en Brasil el megacampo de Tupí, en la cuenca de Santos, con una reserva estimada por la Petrobras de entre cinco mil millones y ocho mil millones de barriles de petróleo, uno de los más grandes descubrimientos de petróleo del mundo desde 2000. El 14 de abril de 2008 Petrobrás anuncia el descubrimiento del megacampo Carioca, cinco veces más grande que el de Tupí, con reservas cercanas a los 33 000 millones de barriles de petróleo equivalente.

### Chile
La Empresa Nacional del Petróleo (ENAP) es una empresa estatal chilena dedicada a la exploración, producción y comercialización de hidrocarburos y sus derivados. Depende actualmente del Ministerio de Energía. Los últimos proyectos de extracción de ENAP fueron en Magallanes, Patagonia. 
Actualmente ya no extrae petróleo, solo importa, refina y comercializa combustibles.

### Colombia
Ecopetrol S.A. (Empresa Colombiana de Petróleo) es una Sociedad Pública por acciones, del estado colombiano, dedicada a explorar, producir, transportar, refinar y comercializar hidrocarburos. Con utilidades promedio en los últimos 5 años superiores a los 1.2 billones de pesos anuales y exportaciones en el mismo período por más de 1.981 millones de dólares, es la cuarta petrolera estatal más grande de América Latina. Es la primera compañía de petróleo de Colombia, es listada en el puesto 303 entre las empresas más grandes del mundo por Forbes y como la cuarta petrolera a nivel latinoamericano por detrás de Petrobras, Pemex y PDVSA en 2012. Recientemente la firma Platts ubicó a esta petrolera como una de las 14 mejores del mundo, primera en América Latina y 4.ª del continente.

### Ecuador
Petroamazonas EP (Empresa Estatal de Petróleos) es una empresa estatal ecuatoriana, creada en 2006, encargada de la exploración y producción de hidrocarburos. El Estado, directamente por medio de Petroamazonas EP o por contratos de asociación con terceros, asume la exploración y explotación de los yacimientos de hidrocarburos en el territorio nacional y mar territorial ecuatoriano. (MCR)

### México
Petróleos Mexicanos (PEMEX) es una empresa productiva del Estado, de propiedad exclusiva del Gobierno Federal, la cual tiene por objeto llevar a cabo, en términos de la legislación aplicable, la exploración y extracción de hidrocarburos, así como las actividades de refinación, transformación, transporte, almacenamiento, distribución, venta, exportación e importación de petróleo, hidrocarburos, petrolíferos y petroquímicos. Fue creada el 20 de julio de 1938 y desde 1960 hasta el 2013, gozó de monopolio constitucional para la explotación de los hidrocarburos en territorio mexicano. PEMEX cuenta con diversas operaciones en el extranjero. 
En el año 2009 la empresa De Goyler & McNaughton, Netherland & Sewell y Ryder Scott certificó la existencia de un gran yacimiento petrolero en la región de Chicontepec en el Estado de Veracruz, la cual en términos de volumen equivale a la mitad de las reservas probadas de Arabia Saudita, al 78 % de las reservas de Canadá y son iguales a las reservas petroleras de Irán, lo que colocaría a México dentro de los cuatro primeros países con mayor número de reservas petroleras en el mundo, sin embargo se requiere de una gran inversión para explotar al máximo este yacimiento.

### Perú
En el Perú la empresa estatal Petroperú S.A. es, desde su fundación el 24 de julio de 1969, la encargada de la explotación de los yacimientos petroleros ubicados en este país sudamericano. Actualmente Petroperú S.A. se dedica a actividades de refinación, transporte y comercialización de productos terminados, luego del proceso de privatización del gobierno de Alberto Fujimori, en el que se vendió y concesionó diferentes lotes de producción del norte y selva, así como la refinería más importante como La Pampilla vendida en 1996 al grupo de Repsol.

### Uruguay
La empresa estatal ANCAP realiza exploraciones marítimas y en tierra en búsqueda de hidrocarburos, el 31 de marzo de 2011 su presidente Raúl Fernando Sendic confirmó la existencia de petróleo en el departamento de Durazno.

### Venezuela
Petróleos de Venezuela, Sociedad Anónima (PDVSA) es una empresa estatal que se dedica a la explotación, producción, refinación, petroquímica, mercadeo y transporte del petróleo venezolano. Fue creada el 1 de enero de 1976 durante la nacionalización de la industria petrolera extranjera que operaba en el país. También fue clasificada por la revista internacional Fortune en 1998 como la empresa número 35 entre las 500 más grandes del mundo. Petróleos de Venezuela estaba de tercera en el ranking de las 50 empresas petroleras del mundo hasta antes del 2014, solo superada por Saudi Aramco, de Arabia Saudita, y por ExxonMobil, de Estados Unidos. Entre sus mayores activos internacionales están las refinerías Citgo en los Estados Unidos de América de la cual es propietaria en un 100 %, la Ruhr Oil en Alemania (vendida en 2010 a la rusa Rosneft), y la Nynas posee solo el 15 % de las acciones, en Suecia, en la cual es propietaria con una empresa petrolera de Finlandia y Suiza.